# Jeździectwo na Letnich Igrzyskach Olimpijskich 2008 – skoki przez przeszkody drużynowo
Konkurencja drużynowych skoków przez przeszkody podczas XXIX Letnich Igrzysk Olimpijskich została rozegrana w dniach 14 – 17 sierpnia 2008 roku w Hong Kong Sports Institute.

## Terminarz
| Data             | Godzina |          |
| ---------------- | ------- | -------- |
| 17 sierpnia 2008 | 19:15   | Rounda 1 |
| 18 sierpnia 2008 | 19:15   | Runda 2  |

## Wyniki
W konkursie wystartowało 16 drużyn. Drużyna maksymalnie mogła liczyć czterech jeźdźców. Do wyniku drużyny zaliczane były trzy najlepsze wyniki. Do drugiej rundy zakwalifikowało się 8 najlepszych drużyn.

### Runda 1
| Pozycja | Jeździec | Koń                                              | Kary        | Wynik drużyny | Uwagi |
| ------- | --- | ------------------------------------------------ | ----------- | ------------- | ----- |
| 1.      | Stany Zjednoczone · Laura Kraut · Beezie Madden · McLain Ward · Will Simpson                                   | Cedric Authentic Sapphire Carlsson Vom Dach      | 4 11 0 8    | 12            | Q     |
| 1.      | Szwajcaria · Christina Liebherr · Pius Schwizer · Niklaus Schurtenberger · Steve Guerdat                       | No Mercy Nobless M Cantus Jalisca Solier         | 4           | 12            | Q     |
| 3.      | Szwecja · Peter Eriksson · Lotta Schultz · Helena Lundback · Rolf-Göran Bengtsson                              | Jaguar Mail Calibra II Erbblume Ninja            | 8 5 12 0    | 13            | Q     |
| 4.      | Wielka Brytania · Nick Skelton · Tim Stockdale · Ben Maher · John Whitaker                                     | Russel Corlato Rolette Peppermill                | 8 4 NS      | 16            | Q     |
| 4.      | Kanada · Mac Cone · Jill Henselwood · Eric Lamaze · Ian Millar                                                 | Ole Special Ed Hickstead In Style                | 12 18 0 4   | 16            | Q     |
| 6.      | Holandia · Angelique Hoorn · Marc Houtzager · Vincent Voorn · Gerco Schröder                                   | O'Brien Opium Alpapillon-Armanie Monaco          | 4 1 16 12   | 17            | Q     |
| 6.      | Norwegia · Stein Endresen · Morten Djupvik · Geir Gulliksen · Tony André Hansen                                | Le Beau Casino Cattani Camiro                    | 4 12 1      | 17            | Q     |
| 8.      | Niemcy · Christian Ahlmann · Marco Kutscher · Meredith Michaels-Beerbaum · Ludger Beerbaum                     | Coster Cornet Obolensky Shutterfly All Inclusive | 8 13 4 8    | 20            | Q     |
| 8.      | Australia · Peter McMahon · Laurie Lever · Edwina Alexander · Matt Williams                                    | Genoa Drossel Dan Itot du Chateau Leconte        | 16 0 4      | 20            | Q     |
| 10.     | Brazylia · Pedro Veniss · Bernardo Alves · Camila Benedicto · Rodrigo Pessoa                                   | Un Blanc de Blancs Chupa Chup Bonito Z Rufus     | EL 12 13 0  | 25            |       |
| 11.     | Meksyk · Alberto Michán · Antonio Chedraui · Enrique Gonzalez (jeździec)\Enrique Gonzalez · Federico Fernández | Chinobampo Lavita Don Porfirio Frida Zorro       | 9 8 16 9    | 26            |       |
| 12.     | Ukraina · Ołeksandr Onyszczenko · Jean-Claude Van Geenberghe · Björn Nagel · Katharina Offel                   | Codar Quintus Magic Bengtsson Lord Spezi         | EL 8 9 17   | 34            |       |
| 13.     | Arabia Saudyjska · Faisal Al-Shalan · Kamal Bahamdan · Abdullah bin Mutaib · Ramzy Al-Duhami                   | Wido Rivaal Obelix Allah Jabek                   | 18 15 30 5  | 38            |       |
| 14.     | Nowa Zelandia · Katie McVean · Kirk Webby · Sharn Wordley · Bruce Goodin                                       | Forest Sitah Rockville Yamato                    | 45 8 25 12  | 45            |       |
| 15.     | Hongkong · Patrick Lam · Samantha Lam · Kenneth Cheng                                                          | Urban Tresor Can Do                              | 9 29 21     | 59            |       |
| 16.     | Chiny · Huang Zuping · Zhang Bin · Zhao Zhiwen · Li Zhenqiang                                                  | Pablo II Coertis Tadonia Jumpy des Fontaines     | 36 31 32 39 | 99            |       |

#### Runda 2
Do drugiej rundy finałowej awansowało 8 najlepszych zespołów.
| Pozycja | Jeździec                                                                                   | Koń                                              | Runda 1 | Kary           | Wynik drużyny | Dogrywaka | Dogrywaka         |
| Pozycja | Jeździec                                                                                   | Koń                                              | Runda 1 | Kary           | Wynik drużyny | kary      | Czas              |
| ------- | ------------------------------------------------------------------------------------------ | ------------------------------------------------ | ------- | -------------- | ------------- | --------- | ----------------- |
| złoto   | Stany Zjednoczone · Laura Kraut · Beezie Madden · McLain Ward · Will Simpson               | Cedric Authentic Sapphire Carlsson Vom Dach      | 12      | 0 4 0 8        | 20            | 0 NS 0    | 39,86 37,05 38,50 |
| srebro  | Kanada · Mac Cone · Jill Henselwood · Eric Lamaze · Ian Millar                             | Ole Special Ed Hickstead In Style                | 16      | WD 0 4 0       | 20            | NS 4 0 NS | 40,32 36,35       |
| DSQ     | Norwegia · Stein Endresen · Morten Djupvik · Geir Gulliksen · Tony André Hansen            | Le Beau Casino Cattani Camiro                    | 28      | 12 4 5 1 (DSQ) | 27            |           |                   |
| brąz    | Szwajcaria · Christina Liebherr · Pius Schwizer · Niklaus Schurtenberger · Steve Guerdat   | No Mercy Nobless M Cantus Jalisca Solier         | 12      | 23 5 8 5       | 30            |           |                   |
| 4.      | Holandia · Angelique Hoorn · Marc Houtzager · Vincent Voorn · Gerco Schröder               | O'Brien Opium Alpapillon-Armanie Monaco          | 17      | 8 5 27 4       | 34            |           |                   |
| 4.      | Niemcy · Christian Ahlmann · Marco Kutscher · Meredith Michaels-Beerbaum · Ludger Beerbaum | Coster Cornet Obolensky Shutterfly All Inclusive | 20      | 4 19 4 6       | 34            |           |                   |
| 6.      | Wielka Brytania · Nick Skelton · Tim Stockdale · Ben Maher · John Whitaker                 | Russel Corlato Rolette Peppermill                | 16      | 13 8 0 NS      | 37            |           |                   |
| 7.      | Szwecja · Peter Eriksson · Lotta Schultz · Helena Lundback · Rolf-Göran Bengtsson          | Jaguar Mail Calibra II Erbblume Ninja            | 13      | 4 20 17 4      | 38            |           |                   |
| 8.      | Australia · Peter McMahon · Laurie Lever · Edwina Alexander · Matt Williams                | Genoa Drossel Dan Itot du Chateau Leconte        | 20      | NS 4 0 17      | 41            |           |                   |